# Wallagrass
Wallagrass ist eine Town im Aroostook County des Bundesstaates Maine in den Vereinigten Staaten. Ursprünglich wurde Wallagrass von akadischen Siedlern unter dem Namen Hancock Plantation gegründet und bis 1979 als plantation verwaltet. Im Jahr 2020 lebten dort 519 Einwohner in 298 Haushalten auf einer Fläche von 105,7 km².

## Geografie
Nach Angaben des United States Census Bureau hat die Town eine Fläche von 105,7 km²; 103,9 km² davon entfallen auf Land und 1,8 km² auf Gewässer.

### Geografische Lage
Wallagrass liegt zwischen Eagle Lake am gleichnamigen See im Süden und Fort Kent im Norden. Der Fish River, der Abfluss des Eagle Lakes, fließt in nördliche Richtung durch Wallagrass und mündet bei Fort Kent in den Saint John River. Das Land ist meist hügelig und bewaldet. Die höchste Erhebung ist der 356 m hohe Michaud Hill.

### Nachbargemeinden
Alle Entfernungen sind als Luftlinien zwischen den offiziellen Koordinaten der Orte aus der Volkszählung 2010 angegeben.
- Norden: Fort Kent, 6,3 km
- Osten: New Canada, 14,2 km
- Süden: Eagle Lake, 6,0 km
- Westen: St. John Plantation, 13,8 km

### Stadtgliederung
In Wallagrass  gibt es mehrere Siedlungsgebiete: Belanger Settlement, Daigle (ehemalige Eisenbahnstation), Labby, Michaud (ehemalige Eisenbahnstation), Plourde Mill, Soldier Pond, Sutton (ehemalige Eisenbahnstation), Wallagrass und Wallagrass Station.

### Klima
Die mittlere Durchschnittstemperatur in Wallagrass liegt zwischen −13,3 °C (8° Fahrenheit) im Januar und 16,7 °C (62° Fahrenheit) im Juli. Damit ist der Ort gegenüber dem langjährigen Mittel der USA um etwa 10 Grad kühler. Die Schneefälle zwischen Oktober und Mai liegen mit über fünfeinhalb Metern knapp doppelt so hoch wie die mittlere Schneehöhe in den USA, die tägliche Sonnenscheindauer liegt am unteren Rand des Wertespektrums der USA.

## Geschichte
Die ursprüngliche Bezeichnung für dieses Gebiet lautete Township 17 Seventh Range West of the Easterly Line of the State (T17 R7 WELS). Zuerst im Jahr 1840 zusammen mit dem Gebiet New Canada als Hancock Plantation organisiert, damit die Bewohner das Wahlrecht hatten, wurde es 1850 aus der Hancock Plantation ausgegliedert, als Walagrass Plantation. Dies wurde im Jahr 1863 bestätigt, die Schreibweise wurde in Wallagrass Plantation geändert. Erneut in den Jahren 1970 und 1871 bestätigt. Zur Town wurde Wallagrass am 4. Juni 1979.

### Einwohnerentwicklung
| Volkszählungsergebnisse – Town of Wallagrass, Maine | Volkszählungsergebnisse – Town of Wallagrass, Maine | Volkszählungsergebnisse – Town of Wallagrass, Maine | Volkszählungsergebnisse – Town of Wallagrass, Maine | Volkszählungsergebnisse – Town of Wallagrass, Maine | Volkszählungsergebnisse – Town of Wallagrass, Maine | Volkszählungsergebnisse – Town of Wallagrass, Maine | Volkszählungsergebnisse – Town of Wallagrass, Maine | Volkszählungsergebnisse – Town of Wallagrass, Maine | Volkszählungsergebnisse – Town of Wallagrass, Maine | Volkszählungsergebnisse – Town of Wallagrass, Maine |
| Jahr                                                | 1800                                                | 1810                                                | 1820                                                | 1830                                                | 1840                                                | 1850                                                | 1860                                                | 1870                                                | 1880                                                | 1890                                                |
| --------------------------------------------------- | --------------------------------------------------- | --------------------------------------------------- | --------------------------------------------------- | --------------------------------------------------- | --------------------------------------------------- | --------------------------------------------------- | --------------------------------------------------- | --------------------------------------------------- | --------------------------------------------------- | --------------------------------------------------- |
| Einwohner                                           |                                                     |                                                     |                                                     |                                                     |                                                     |                                                     |                                                     | 297                                                 | 431                                                 | 595                                                 |
| Jahr                                                | 1900                                                | 1910                                                | 1920                                                | 1930                                                | 1940                                                | 1950                                                | 1960                                                | 1970                                                | 1980                                                | 1990                                                |
| Einwohner                                           | 784                                                 | 1004                                                | 1144                                                | 1145                                                | 1123                                                | 1035                                                | 818                                                 | 617                                                 | 653                                                 | 582                                                 |
| Jahr                                                | 2000                                                | 2010                                                | 2020                                                | 2030                                                | 2040                                                | 2050                                                | 2060                                                | 2070                                                | 2080                                                | 2090                                                |
| Einwohner                                           | 561                                                 | 546                                                 | 519                                                 |                                                     |                                                     |                                                     |                                                     |                                                     |                                                     |                                                     |

## Wirtschaft und Infrastruktur

### Verkehr
Durch Wallagrass verläuft in Nordsüdrichtung parallel zum Fisch River die Maine State Route 11. Sie verbindet Wallagrass mit Fort Kent im Norden und Ashland im Süden.

### Öffentliche Einrichtungen
Wallagrass besitzt keine eigene Bücherei. Die nächstgelegene befindet sich in Fort Kent.
In Fort Kent gibt es mit dem Northern Maine Medical Center ein privates Krankenhaus, welches auch für die Bewohner von Wallagrass Anlaufstelle ist.

### Bildung
Wallagrass gehört mit Allagash, Eagle Lake, Fort Kent, Saint Francis, Saint John Plantation, New Canada und der Winterville Plantation zum Maine School Administrative District #27.
Im Schulbezirk werden den Schulkindern mehrere Schulen angeboten:
- Community High School in Fort Kent
- Eagle Lake Elementary School in Eagle Lake
- Fort Kent Elementary School in Fort Kent
- Saint Francis Elementary School in Saint Francis
- Wallagrass Elementary School in Wallagrass